# 프레보스트다람쥐
프레보스트다람쥐 또는 아시아삼색다람쥐(Callosciurus prevostii)는 다람쥐과에 속하는 설치류의 일종이다. 타이-말레이 반도와 수마트라섬, 보르네오섬 그리고 근처의 작은 섬의 숲에서 서식하며, 술라웨시섬 북부 지역에서는 도입된 개체군이 발견된다. 과일과 견과류, 씨앗, 새싹, 꽃, 곤충 그리고 새알을 먹는다. 다람쥐류는 나무로부터 과일을 운반하고, 과일을 먹은 후에 씨앗을 아래로 떨어 뜨린다. 이와 같이 모본으로부터 떨어진 씨앗 살포는 과일 종의 생존율을 높이는 역할을 한다. 프레보스트다람쥐의 전형적인 아종(예를 들어, 타이-말레이 반도의 C. p. prevostii)은 세계에서 가장 화려한 색을 띠는 포유류의 일종으로 상체와 꼬리는 검은색을 띠며, 하체는 불그스레한 오렌지색이고 허벅지와 옆구리는 희끄무레한 색을 띤다.

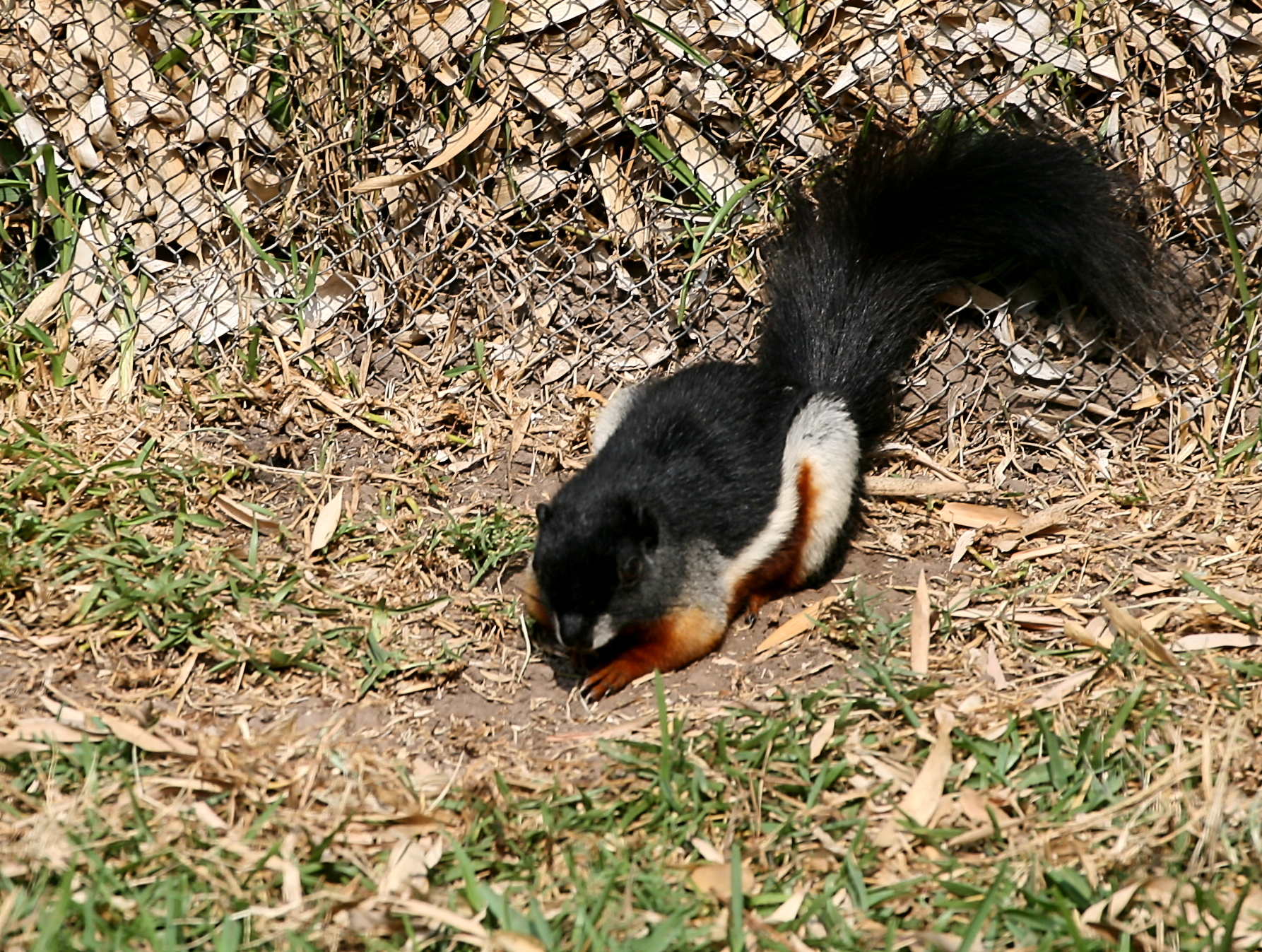
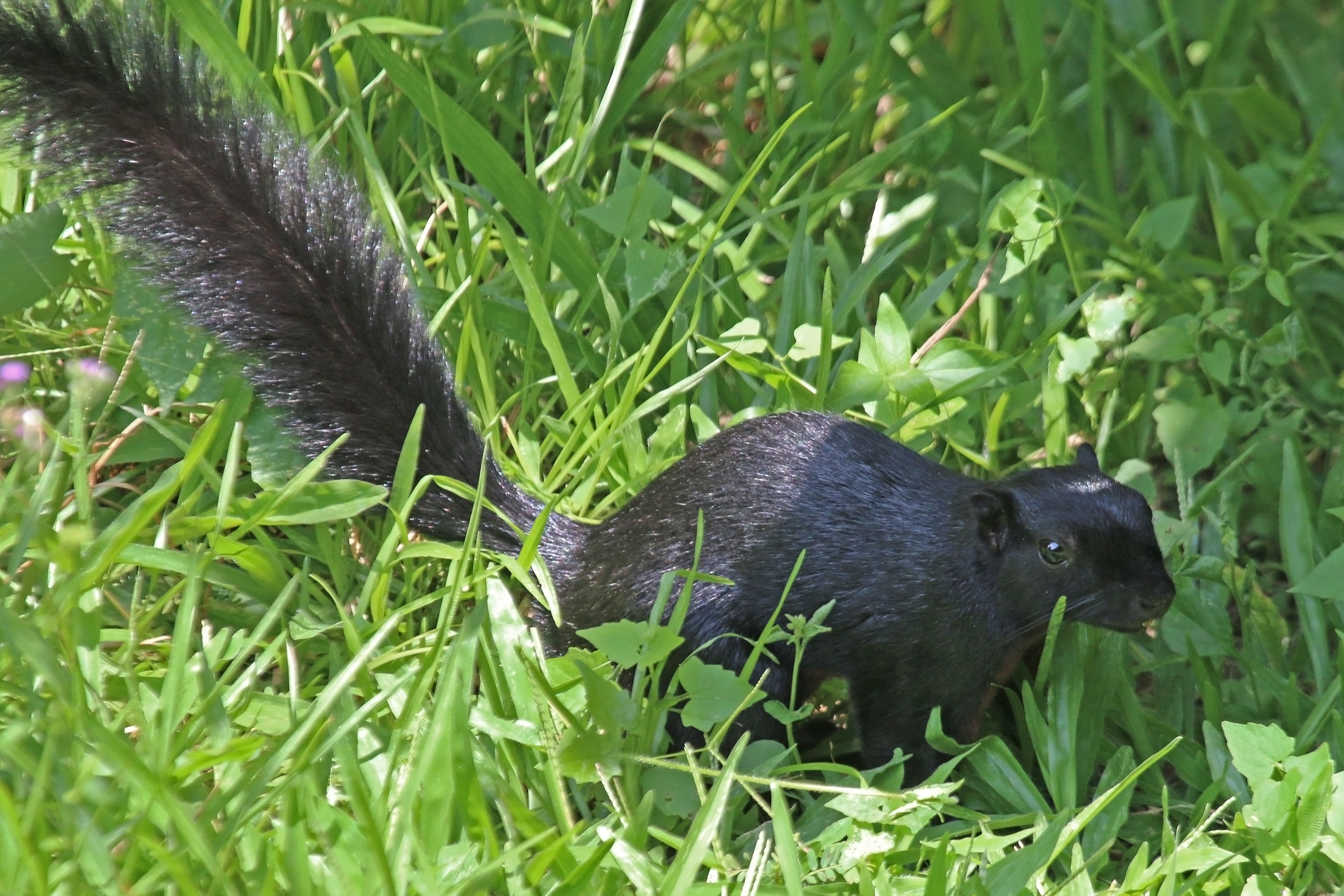
C. p. pluto 보르네오섬
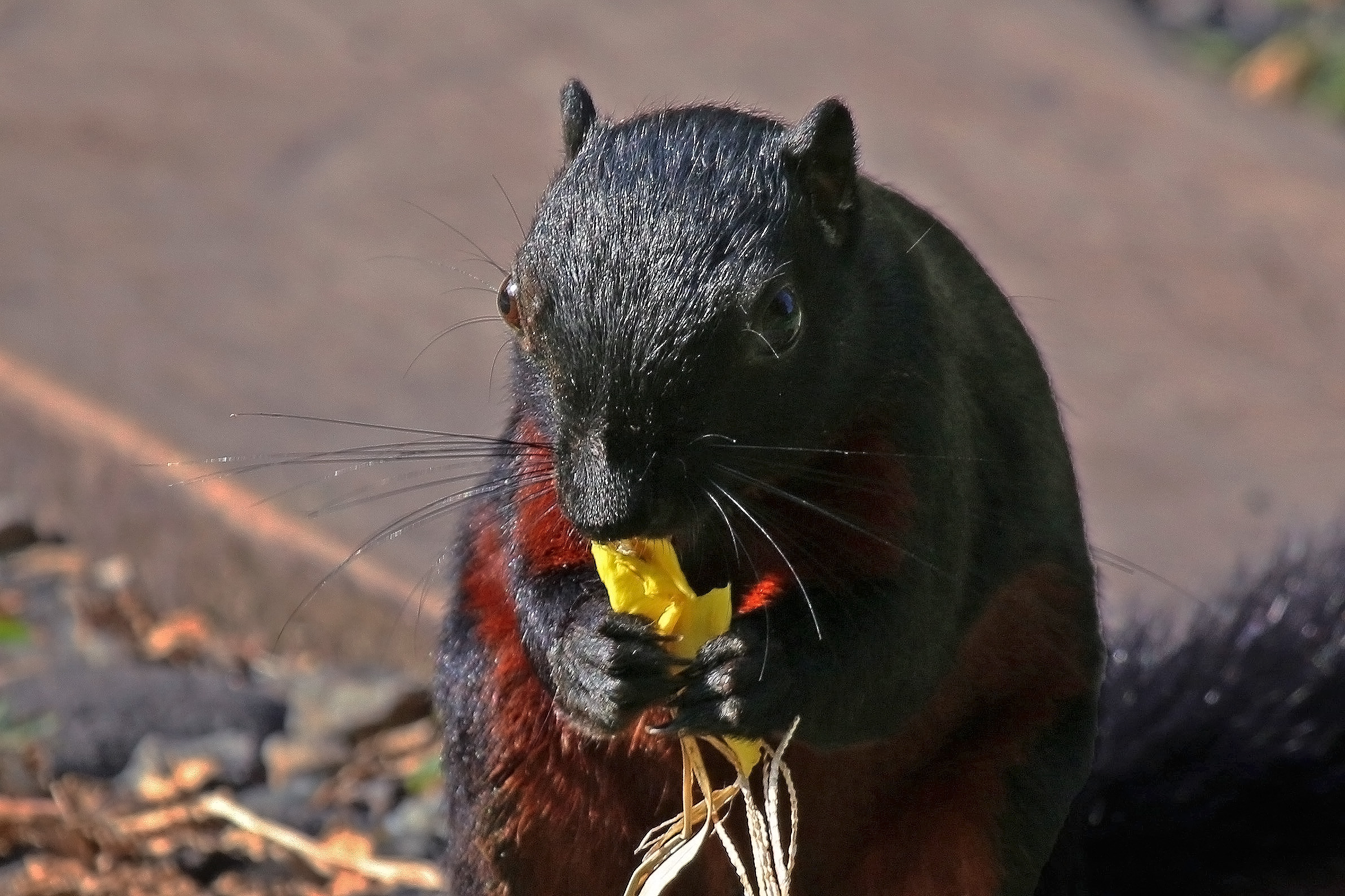
C. p. pluto 보르네오섬